# Шульц, Иоганн Генрих
Иоганн Генрих Шульц (также Йоханнес Генрих Шульц, нем. Johannes Heinrich Schultz; 20 июня 1884, Гёттинген — 19 сентября 1970, Берлин) — немецкий психиатр и психотерапевт.

## Биография
Его отец — Германн Шульц (нем. Hermann Schultz; 1836—1903), профессор теологии; мать — Юлия Шульц (нем. Julie Schultz), дочь Иоганна Генриха Гельцера (1813—1889), профессора истории.
У И. Г. Шульца было 7 братьев и сестёр, среди которых:
- Антония (1863—1903), замужем за Иоганном Гефкеном (1861—1935), профессором филологии Ростокского университета;
- Германн (1881—1915), филолог в Гёттингене;
- Юлиус (1862—1936), философ.

Медицинское образование получил в Лозанне (1902), Гёттингене (1902—1903, 1905—1907; основы философии у Эдмунда Гуссерля) и Бреслау (1904—1905; курс психологии у Уильяма Штерна). Во время обучения в Гёттингенском университете познакомился с Карлом Ясперсом.
В 1907 в Гёттингене получил докторскую степень за работу «Об изменения крови при неврологических и психических заболеваниях» (нем. Blut-veränderungen bei Nerven- und Geisteskrankheiten). Затем работал в клиниках психиатрии (в Хемнице, у Людвига Вебера), терапии и дерматологии (в Бреслау, у Рихарда Штерна и Альберта Нейссера, соответственно), в институте экспериментальной терапии (во Франкфурте-на-Майне, у Пауля Эрлиха), в психиатрическом отделении неврологической клиники (в Хемнице). С 1912 года работал в психиатрической клинике Йенского университета у Отто Бинсвангера, у которого в 1915 г. защитил докторскую диссертацию на тему «Новые пути и цели психотерапии» (нем. Neue Wege und Ziele der Psychotherapie // Therapeut. Monatsh. — 1915. — H. 29. — S. 443—450.).
Во время первой мировой войны был полковым врачом и руководил лазаретом для больных неврозом в Намюре.
С 1919 г. — экстраординарный профессор психиатрии и неврологии в Йене, с 1920 г. — главный врач и научный руководитель санатория «Weisser Hirsch» под Дрезденом. В 1924 г. открыл частную нейропсихиатрическую практику в Берлине. В 1925—1926 гг. состоял в оргкомитете первого врачебного конгресса по психотерапии. C 1 декабря 1927 г. — член правления основанного Врачебного общества психотерапии. С 1928 г. входил в предметную комиссию журнала общества, в 1930—1936 гг. с Артуром Кронфельдом (и Рудольфом Аллерсом в Вене) — редактор журнала «Zentralblatt für Psychotherapie». С 1933 г. — член правления Немецкого Врачебного общества психотерапии, с 1936 г. — вице-директор Немецкого института психологических исследований и психотерапии, а также руководитель поликлиники.
И. Г. Шульц не был членом НСДАП, но с 1933 г. состоял в НСКК.
Пропагандировал программу Т-4; в рамках своей деятельности в Немецком институте психологических исследований и психотерапии непосредственно участвовал в преследовании гомосексуальных мужчин. Шульц полагал, что гомосексуальность бывает наследственная и излечимая. С одной стороны, в институте он пытался «излечивать» гомосексуалов, с другой стороны, он руководил комиссией, которая принуждала «подозреваемых» к половому сношению с проститутками, чтобы «установить», гомосексуальны ли они. «Обвиняемые» передавались в концентрационный лагерь.
После второй мировой войны занимался частной практикой. В 1956 г. был редактором журнала «Psychotherapie». В 1959 г. основал Немецкое общество врачебного гипноза.

### Семья
И. Г. Шульц был трижды женат:
- В 1915 г. в Йене женился на Эллен, дочери Карла Августа Гримма, капитана, и Мины Майнцхаузен, педиатра;
- имя второй жены неизвестно;
- в 1944 г. женился на Луизе-Шарлотте Воссидло.

Имел двух сыновей.

## Вклад в науку
С 1909 г. (в Бреслау) начал лечение пациентов гипнозом. Наряду с клинической психиатрической деятельностью вёл обширные патофизиологические исследования. Особый интерес проявлял к медицинской психологии и психотерапии под влиянием работ Оскара Фогта и Зигмунда Фрейда. Первый большой труд по психотерапии — нем. Die seelische Krankenbehandlung — выпустил в 1919 г. В 1924—1927 гг. проводил клинико-экспериментальные исследования, занимался психоанализом.
В 1932 г. выпустил книгу «Аутогенная тренировка» (нем. Das Autogene Training). Разработанные им процессы саморазрядки, основанные на самовнушении, приняты во всём мире.
Считал, что психотерапия должна учитывать, в частности, «динамичную природу прошлого» и актуальную жизненную ситуацию индивидуального пациента («биономная» психотерапия). Кроме того, впервые создал учение о неврозах, отвечающее запросам медицинской практики (чуждый, пограничный, невроз слоя и ядерный невроз, нем. Fremd-, Rand-, Schicht- und Kern-Neurose). Существенен вклад И. Г. Шульца в интеграцию психотерапии в медицину, он определил основную структуру современной психотерапии, был пионером психосоматической медицины.

### Избранные труды
- Bionome Psychotherapie. — Stuttgart: Thieme, 1951. — 186 с.

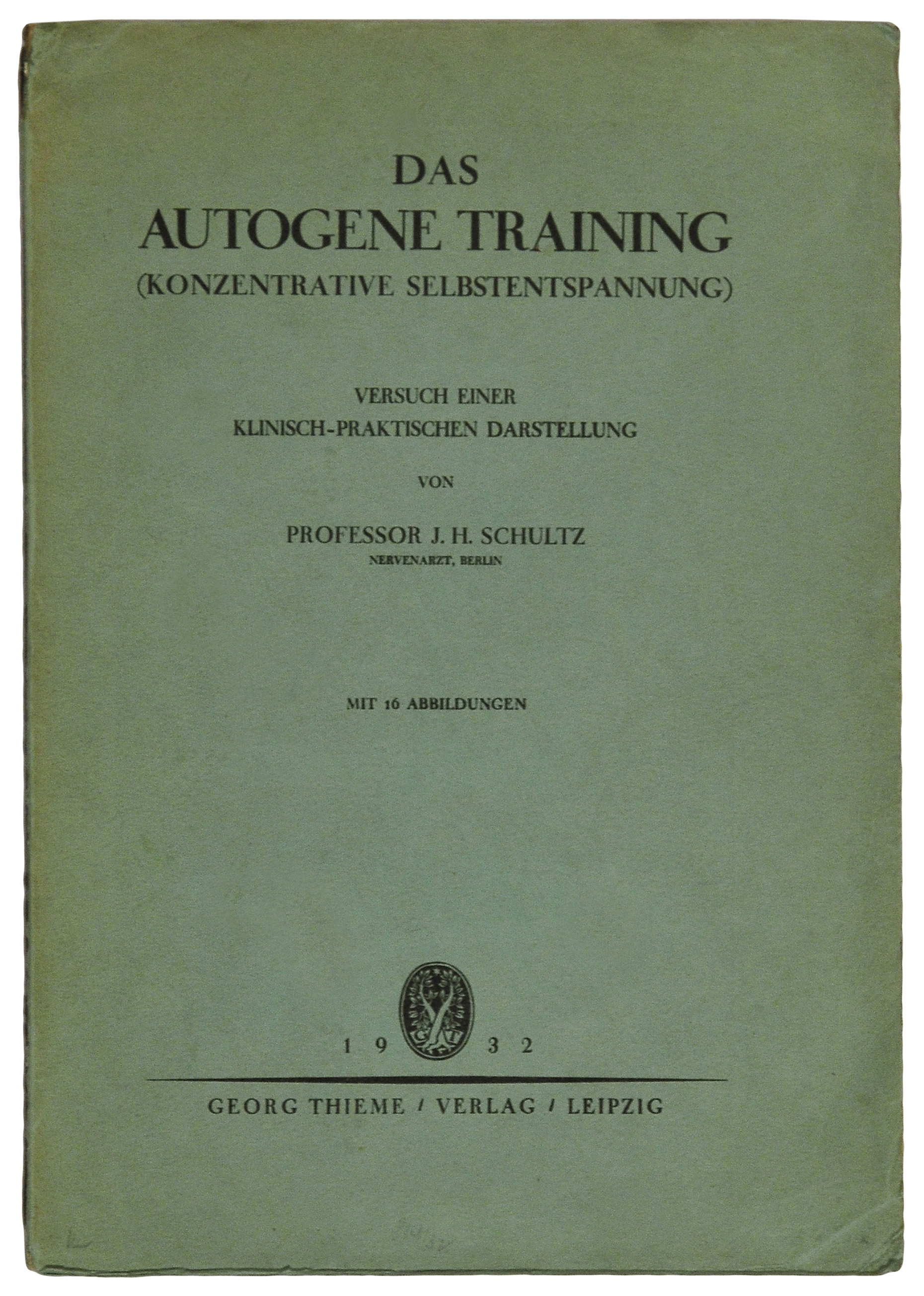
Первое издание «Das Autogene Training (konzentrative Selbstentspannung)» (1932)

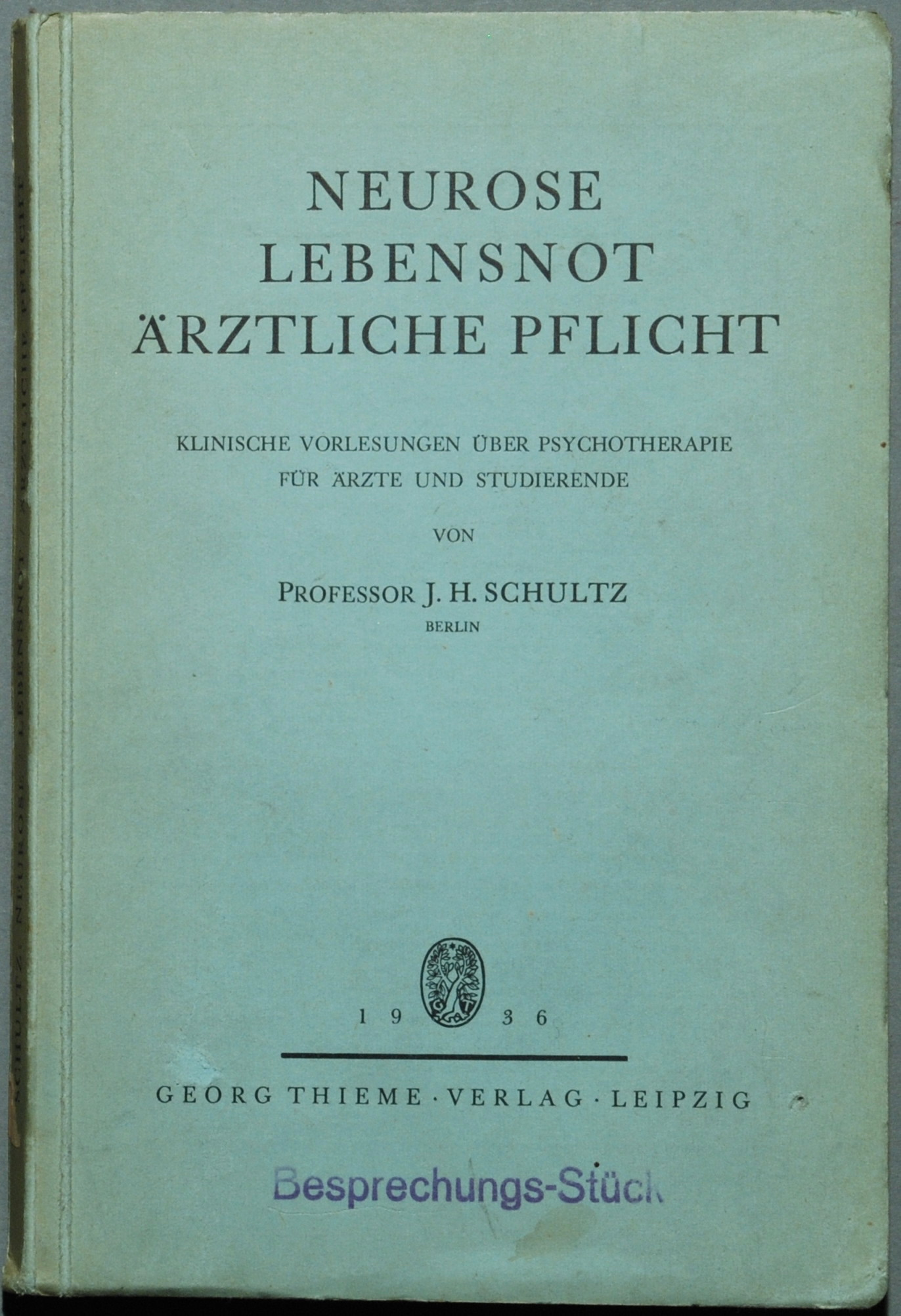
Первое издание «Neurose Lebensnot ärztliche Pflicht» (1936)

- Das autogene Training (konzentrative Selbstentspannung) : Versuch einer klinisch-praktischen Darstellung. — Leipzig: Thieme, 1932. || Id. — 19., unveränd. Aufl. — Stuttgart ; New York: Thieme, 1991. — 410 с. — ISBN 3-13-401419-X.
- Die Einigungsbestrebungen in der Psychotherapie // Bericht über den I. Allgemeinen Kongreß für Psychotherapie in Baden-Baden. 17.-19. April 1926  / Hrsg. vom W. Eliasberg. — Halle: Carl Marhold Verlagsbuchhandlung, 1927. — С. 241–252.
- Die seelische Krankenbehandlung (Psychotherapie) : Ein Grundriß für Fach- und Allgemeinpraxis. — Jena: Fischer, 1919. || Id. — 8., erw. u. verb. Aufl. — Stuttgart: Fischer, 1963. — 382 с.
- Geschlecht – Liebe – Ehe : Die Grundtatsachen des Liebes- und Geschlechtslebens in ihrer Bedeutung für Einzel- und Volksdasein. — Münich: Reinhardt, 1940. || Geschlecht, Liebe, Ehe : die Grundtatsachen d. Liebes- u. Geschlechtslebens in ihrer Bedeutung f. d. menschl. Dasein. — 7. Aufl. — München, Basel: Reinhardt, [1967]. — 192 с. — ISBN 3-497-00511-8.
- Grundfragen der Neurosenlehre : Aufbau und Sinn-Bild : Propädeutik einer medizinischen Psychologie. — Stuttgart: Thieme, 1955.
- Hypnose-Technik : Praktische Anleitung zum Hypnotisieren für Ärzte. — Jena: Fischer, 1935. || Id / Bearb. und erg. von G. Iversen. — 9. Aufl. — Stuttgart etc.: Fischer, 1994. — 105 с. — ISBN 3-437-11531-6.
- Lebensbilderbuch eines Nervenarztes – Jahrzehnte in Dankbarkeit. — Stuttgart: Thieme, 1964. || . — 2. Aufl. — 1971.
- Neue Wege und Ziele der Psychotherapie // Ther. Monatsh. — 1915. — Т. 29. — С. 443–450. (habilitation thesis)
- Neurose Lebensnot ärztliche Pflicht : Klinische Vorlesungen über Psychotherapie für Ärzte und Studierende. — Leipzig: Thieme, 1936.
- Organstörungen und Perversionen im Liebesleben : Bedeutung, Entstehung, Behandlung, Verhütung. — Münich: Reinhardt, 1952. || Id. — 2., durchges. Aufl. — Ibid., 1966. — 278 с. — ISBN 3-497-00512-6.
- Psychoanalyse und ihre Kritik // Die Psychologie und ihre Bedeutung für die ärztliche Praxis  / Hrsg. von C. Adam. – 8. Aufl. — Jena: Fischer, 1921.
- Psychotherapie : Leben und Werk großer Ärzte. — Stuttgart: Hippokrates, 1952.
- Schicksalsstunde der Psychotherapie // Abh. Gebiet. Psychother. med. Psychol  / Hrsg. von A. Moll. — 1925. — Т. 1.
- Übungsheft fur das Autogene Training (konzentrative Selbstentspannung). — Leipzig: Thieme, 1935. || Das Original-Übungsheft für das autogene Training : Anleitung vom Begründer der Selbstentspannung I. H. Schultz / Bearb. von Klaus Thomas. — 23. Aufl. — Stuttgart: TRIAS, 2000. — 56 с. — ISBN 3-89373-601-8.